# Cleora
Cleora – jednostka osadnicza w Stanach Zjednoczonych, w stanie Oklahoma, w hrabstwie Delaware.